# سون الوستاد
سون الوستاد (نروژی: Sven Elvestad) زاده ۷ سپتامبر ۱۸۸۴م. در هالدن؛ و درگذشته ۱۸ دسامبر ۱۹۳۴م. در شیّن، یک خبرنگار و نویسنده نروژی بود.
سرشناسی وی بیشتر به خاطر نوشتن آثار ادبی جنایی است که زیر نام مستعار استین ریورتون، منتشر کرده‌است. باشگاه ریورتون، در نروژ که هر سال جوایزی، از جمله، جایزه ریورتون را به بهترین آثار ادبی جنایی، تقدیم می‌کند، نام خود را از این نویسنده گرفته‌است.

## پیشینه
سون الوستاد، یکی از پرخواننده‌ترین روزنامه نگاران و نویسندگان نروژ در نیمه اول قرن بیستم بود. به عنوان یک روزنامه‌نگار، وی چندین سال با افراد سرشناس در سراسر اروپا مصاحبه کرد و چند سفرنامه نوشت. اما امروزه، وی بیشتر به خاطر حدود ۱۰۰ داستان پلیسی‌اش، که بسیاری از آنها زیر نام مستعار استین ریورتون، منتشر شده‌اند، به یاد می‌آید.

تصویر نقاشی از سون الوستاد، توسط Per Krohg دایرةالمعارف زندگینامه نروژی

سون الوستاد یا کریستوفر الوستاد سونسن، که نام کامل وی بود، در محیطی فقیرانه بزرگ شد. پدر وی یک دریانورد بود. سون، خود هرگز آموزشی فرای دبستان ندید. معلم وی، که متوجه استعداد این پسر جوان شده بود، به او توصیه کرد که به تحصیلات خود ادامه دهد، اما شرایط سخت مالی چنین اجازه ای به وی نداد. در عوض وی، در یک شرکت نمایندگی در شهر زادگاه خود، هالدن، مشغول کار شد. جایی که خیلی زود، متهم به اختلاس شد، هر چند که وی، این اتهام را رد کرد، اما به دنبال این ماجرا، در پاییز سال ۱۹۰۰م، سون الوستاد، در حالی که بیش از ۱۶ سال نداشت، زادگاه خود را ترک کرد و به کریستیانیا، پایتخت نروژ سفر کرد. در پایتخت، وی مدتی برای یک واردکننده میوه کار کرد؛ و همان سال نام خود را به سون الوستاد، تغییر داد.
سون الوستاد، قبلاً در سن ۱۴ سالگی، یک داستان کوتاه در روزنامه محلی زادگاه خود چاپ کرده بود و تا پیش از ترک هالدن، هر از گاهی، مقالات خردی، از شرایط محلی، برای همان روزنامه می‌نوشت. اما بعد از نقل مکان به پایتخت، ضمن ارسال خبر به روزنامه محلی، توانست وارد همکاری با روزنامه‌های پر شمارگان پایتخت شود. در همین دوره، الوستاد، چند مصاحبه خوب انجام داد که نوید از موفقیت آینده وی، به عنوان یک خبرنگار می‌دادند.
 رفته رفته، درآمد همکاری با روزنامه‌ها، به اندازه ای رسید که مخارج روزانه وی را تأمین می‌کرد و الوستاد، می‌توانست، وقت بیشتری را به نوشتن اختصاص دهد. در سال ۱۹۰۲م، به دنبال یک مقاله که وی در مورد یک موضوع جنجالی نوشته بود، در سراسر نروژ، شناخته شد. همان سال سون الوستاد، اولین کتاب خود را با نام مستعار و روی همان موضوع جنجالی مقاله اش که یک پرونده جنایی بود، منتشر کرد. پس از گذشت مدت کوتاهی از انتشار این کتاب، سون الوستاد، رسماً به استخدام یک روزنامه وقت، درآمد. فعالیت این روزنامه بیش از یک سال دوام نیاورد، اما از آن پس الوستاد، ضمن همکاری غیر منظم با روزنامه آفتن‌پوستن، با چند روزنامه دیگر نیز ارتباط برقرار کرد. از جمله همکاری وی، باروزنامه «نشانه زمان» که از سال ۱۹۱۰ تا ۱۹۴۱م، منتشر می‌شد، تا آخر عمر دوام آورد. در این روزنامه، مقالات برجسته، سفرنامه‌ها و مصاحبه‌های درخشان وی به چاپ رسید. از مطالب منتشر شده الوستاد، در این روزنامه، تنها حجم کوچکی بعدها به صورت کتاب منتشر شده و طبیعتاً بخش عمده آثار وی در این روزنامه، برای اکثریت مردم ناشناخته است. اما داستانهای پلیسی و جنایی وی که با نام مستعار استین ریورتون، در همین دوره نوشته شده‌اند، در میان مردم محبوبیت زیادی کسب کردند. الوستاد در مجموع تقریباً ۱۰۰داستان پلیسی و جنایی نوشت که بیشتر آنها در قالب رمان بودند. بیشتر آثار الوستاد متکی بر ایده‌های مبتکرانه ای هستند، اما وی از ایده گرفتن از دیگران نیز، ابایی نداشت. رمان‌های پلیسی سون الوستاد، به چندین زبان ترجمه شده‌اند و به ویژه در سوئد و آلمان این کتاب‌ها بسیار محبوب هستند. این موفقیت دلیل مستقیمی بود که الوستاد در سال ۱۹۱۴م (به‌طور رسمی ۱۹۱۶م) به سوئد نقل مکان کرد؛ و در سوئد، با کمک منشی خود، چند سال پرکار و پرثمر را تجربه کرد.
بعدها وی هرگز ازدواج نکرد؛ و مدتی از جایی به جایی در سفر بود. از جمله، مدتی در بایرن، زندگی کرد. تا بالاخره در سال ۱۹۲۵م، در پوزیتانو اقامت گزید. وی تا سال ۱۹۳۳م، در ایتالیا ماند اما سرانجام، احتمالاً به دلایل مالی به اسلو بازگشت و دوباره به کار روزنامه‌نگاری پرداخت. یک سال بعد، در ۱۸ دسامبر ۱۹۳۴م. سون الوستاد، در شهر زادگاه هنریک ایبسن، شیّن در نروژ درگذشت. قبر وی در اسلو به غیر از یک سنگ قبر ساده که نام الوستاد، بر آن نوشته شده، هیچ نشانه خاصی ندارد. اما زمانی که در سال ۱۹۷۲م، انجمن نویسندگان آثار جنایی در نروژ، تأسیس شد، به منظور بزرگداشت سون الوستاد، نام مستعار وی یعنی ریورتون را برای باشگاه خود برگزید. همچنین در سال ۱۹۹۹م، به منظور بزرگداشت از نویسنده محبوب مردم، الوستاد، یک مجسمه نیم تنه وی، در شهر زادگاهش، هالدن نصب شد.

## یادداشت
1. ↑  مصاحبه‌های سون الوستاد، محبوبیت زیادی به دست آورد. برخی از آنها به صورت کتابی با نقاشی‌های پر کروگ، تحت عنوان «۱۳نفر» در سال ۱۹۳۲م، منتشر شده‌است.
2. ↑  https://no.wikipedia.org/wiki/Tidens_Tegn_(avis)